# Klucz potencjalny
Klucz potencjalny (albo kandydujący, ang. candidate key) – minimalny zestaw atrybutów relacji, jednoznacznie identyfikujący każdą krotkę tej relacji.
W relacji może znajdować się wiele kluczy potencjalnych (zwanych czasem kandydującymi). Spośród kluczy potencjalnych wybiera się zazwyczaj jeden klucz, zwany kluczem głównym.
W zależności od liczby atrybutów wchodzących w skład klucza można wyróżnić:
- klucze proste (jednoelementowe)
- klucze złożone (wieloelementowe)

Przykład:
| nr_indeksu | nazwisko   | imię   | grupa |
| ---------- | ---------- | ------ | ----- |
| 12345      | Iksiński   | Jan    | 34    |
| 12346      | Igrekowski | Bogdan | 34    |

Kluczem prostym jest tu atrybut nr_indeksu, klucz złożony składa się z atrybutów nazwisko, imię i grupa.